# Joachim von Sandrart

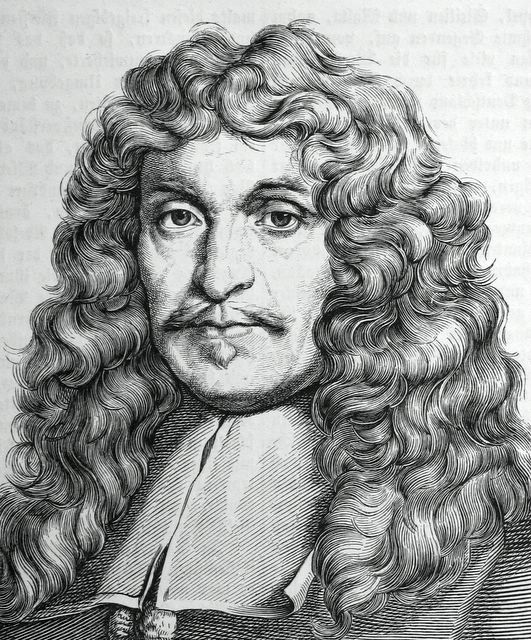
Joachim von Sandrart
(Dal libro Zweihundert deutsche Männer, 1854)

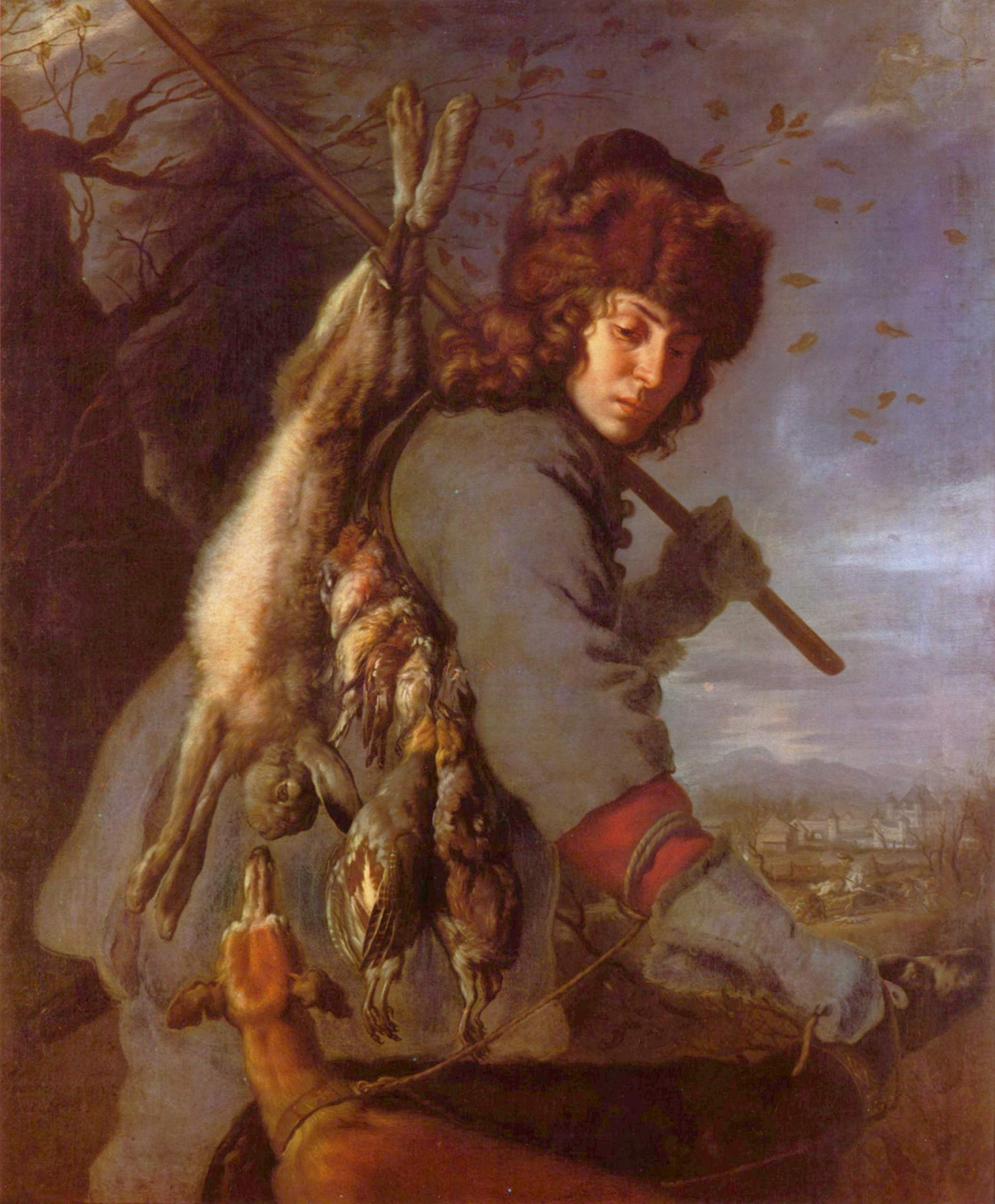
Il Novembro, 1643

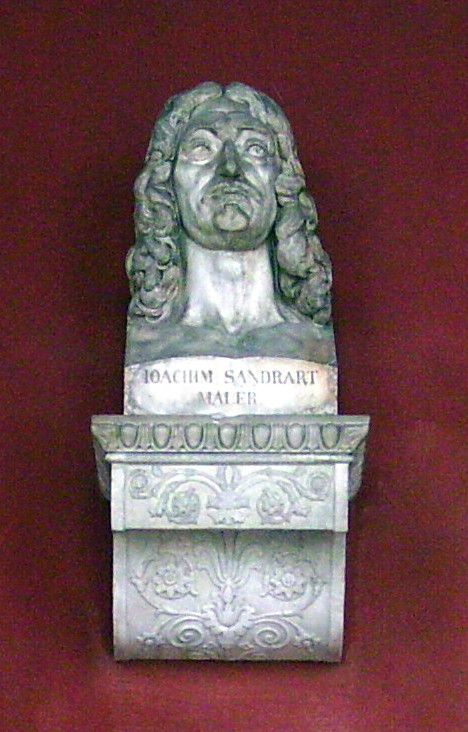
Busto di Sandrart nella Ruhmeshalle a Monaco di Baviera

Joachim von Sandrart detto il Vecchio (Francoforte sul Meno, 12 maggio 1606 – Norimberga, 14 ottobre 1688) è stato un pittore, storico dell'arte e traduttore tedesco.

## Biografia
Ammiratore di Rubens, fu allievo di Honthorst ad Utrecht, nel 1623-27.
Nel 1633 fu nominato curatore della collezione d'arte del marchese Giustiniani: il primo volume del suo repertorio di palazzo Giustiniani (dove visse per tre anni) fu pubblicato nel 1635, corredato di disegni dei pezzi di statuaria più noti.
Gli si ascrive anche la possibile paternità di un dipinto post-caravaggesco, una Crocefissione di San Pietro proveniente proprio dalla collezione Giustiniani ed oggi all'Hermitage.
Trasferitosi a Norimberga dopo una carriera d'artista che lo aveva visto affermarsi nei Paesi Bassi, in Inghilterra, Italia, Germania e Austria, Sandrart di dedica alla scrittura della monumentale Teutsche Akademie der edlen Bau-, Bild- und Malereikünste ("Accademia Tedesca delle nobili arti dell'Architettura, Scultura e Pittura"), un manuale di teoria e pratica artistica splendidamente illustrato e pubblicato in tre volumi tra il 1675 e il 1679 che contiene anche una sezione con le vite degli artisti tedeschi, fiamminghi, italiani e francesi.

## Opere

### Scritti
- Insignium Romae templorum prospectus exteriores et inferiores, Norimberga, edito dall'autore stesso, 1690
- Sculpturae veteris admiranda, sive delineatio vera perfectissimarum eminentissimarumque statuarum, Norimberga, Froberger, 1680
- Teutsche Akademie der edlen Bau-, Bild- und Malereikünste, Norimberga, Uhl, 1994 (voll. 1–3, ristampa dell'edizione di Norimberga 1675-1679), ISBN 3-921503-79-5

### Traduzioni
- Iconologia Deorum oder Abbildung der Götter welche von den Alten verehret wurden, Norimberga, Froberger, 1680

### Dipinti
- Banchetto di pace (Friedensmahl) (Norimberga, Museen der Stadt, attualmente nel Fembohaus; numero Gm 9 nell'inventario dello Germanisches Nationalmuseum), 1650, 290 × 445 cm
- Pala dell'altare maggiore della chiesa di Schottenstift in Vienna, attualmente in una sala del convento (Prälatensaal)
- Il ciclo dei mesi, Castello di Schleißheim, 1642